# يا امرأة، لماذا تبكين؟ (كتاب)
يا امرأة، لماذا تبكين؟ الختان وعواقبه (1982) كتاب للطبيبة السودانية أسماء الدرير حول ختان الإناث في السودان. نشر هذا الكتاب في لندن بواسطة Zed للصحافة بالاشتراك مع جمعية بابكر بدري العلمية لدراسات المرأة، ويلخص الكتاب البحث الذي أجرته الدرير عن ختان الإناث لكلية الطب بجامعة الخرطوم.
يتضمن الكتاب معلومات من الدراسة الاستقصائية التي أجرتها الدرير 1977-1981 لأكثر من 3000 امرأة في الولايات السودانية مع انتشار كبير لعملية ختان الإناث. وكان أول مسح واسع النطاق للنساء اللاتي خضعن للختان.

## خلفية
في عام 1946، خلال فترة الاحتلال الإنجليزي المصري للسودان (1899-1955)، حظر البريطانيون النوع الثالث من الختان، وهو حظر تم تجاهله على نطاق واسع. وكان النوع الثالث ولا يزال منتشرًا في السودان. ويُعرف في البلاد باسم «الختان الفرعوني».

## الخلاصة

### الدراسة الاستقصائية
أجرت الدرير مقابلات مع 3210 امرأة و1545 رجلاً في خمس ولايات سودانية: النيل الأزرق، ودارفور، وكسلا، والخرطوم، وكردفان. ومن بين 3210، قال 98%(3.171) أنهم خضعوا لعملية الختان، و83.13% (2.636) قالوا إنهم تعرضوا للختان الفرعوني. وأفاد 12.17% (386) عن وجود شكل وسيط منختان الإناث، و2.5% (80) قالوا إن لديهم النوع الأول، إزالة غطاء البظر، المعروف في البلدان الممارسة باسم السنة. أما النساء الـ 69 المتبقيات فلم يستطعن وصف إجراءاتهن.

### التصنيف
يصف الكتاب ثلاثة أشكال من الختان الفرعوني: «كلاسيكي»، و«حديث»، وشكل أشد يمارس في كردفان.
يصف الدرير استمارة «وسيطة». صُمم كحل وسط بين الفرعونية والسنة، ويُعرف باسم طاهر الدايات أو «ختان القابلات» وينطوي على إزالة حشفة البظر، وبعض أو كل الشفرين الداخليين، و«شرائح» الشفرين الخارجيين؛ يتم خياطة الجانبين معًا، مما يترك حفرة أكبر إلى حد ما من الفرعونية.

### التفضيلات
من بين 3210 امرأة، قالت 59 % إنهن يفضلن أحد أنواع الختان (الفرعونية أو المتوسطة)، في حين فضل 64 في المائة من الرجال السنة، الأكثر اعتدالا.